# DrugBank
DrugBankとは、薬物に関する情報を包括的に収集し、自由に閲覧できるオンラインデータベースである 。